# フォーリング (曲)
「フォーリング」 (Falling)は、イギリスのシンガーソングライターであるキャシー・デニスの楽曲であり、1993年1月にポリドールから2枚目のスタジオ・アルバム『イントゥ・ザ・スカイライン』からの3rdシングルとして発売された。この曲はデニスがシェップ・ペティボーン、トニー・シムキンとともに書き上げた。デニスはペティボーンとともにプロデュースにも携わっている。シングル・ヴァージョンはアメリカ出身のヒップホップおよびR&BグループであるP.M.ドーンがリミックスを手掛け、イギリスでは32位を記録し、ヨーロッパのダンス・ラジオ・チャートでは15位を記録した。この縁でデニスはP.M.ドーンの楽曲「ペイシェント・アイズ」にバックコーラスとして参加している。

## トラックリスト
- UK CDシングル

1. "Falling" (The PM Dawn Version)
2. "Falling" (The AAWWWS#!T mix by PM Dawn)
3. "Nothing Moves Me"
4. "Too Many Walls" (L'autre mix)

## チャート
| チャート (1993)                   | 最高 順位 |
| --------------------------------- | --------- |
| ヨーロッパ (Eurochart Hot 100)    | 87        |
| ヨーロッパ (European Dance Radio) | 15        |
| UK シングルス (OCC)               | 32        |
| UK Airplay (Music Week)           | 49        |